# Cepheus corae
Cepheus corae är en kvalsterart som beskrevs av Arthur P. Jacot 1928. Cepheus corae ingår i släktet Cepheus och familjen Cepheidae. Inga underarter finns listade i Catalogue of Life.